# Acronicta euphorbiae
Acronicta euphorbiae är en fjärilsart som beskrevs av Herrich-Schäffer. Acronicta euphorbiae ingår i släktet Acronicta och familjen nattflyn. Inga underarter finns listade i Catalogue of Life.

## Bildgalleri

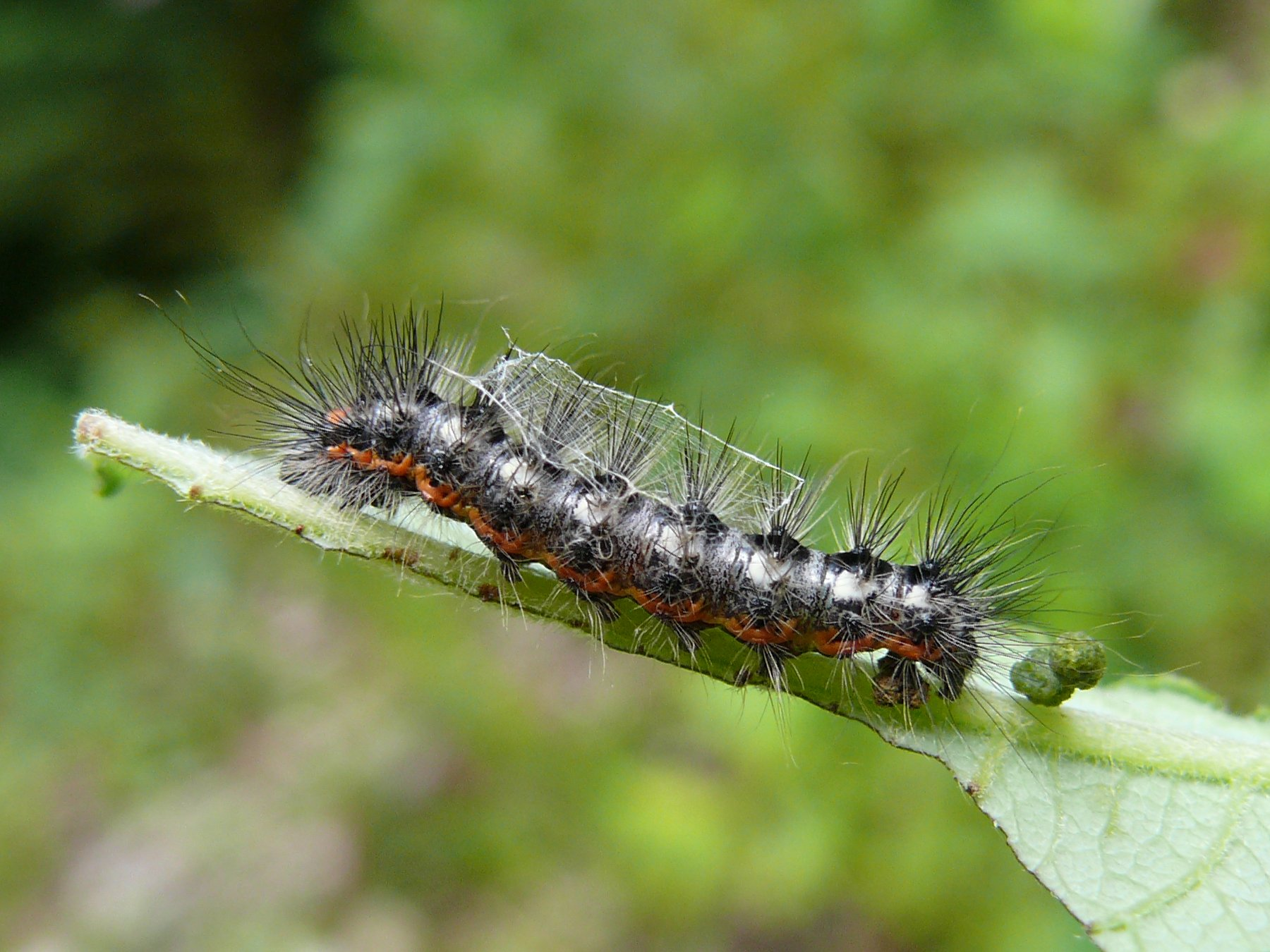
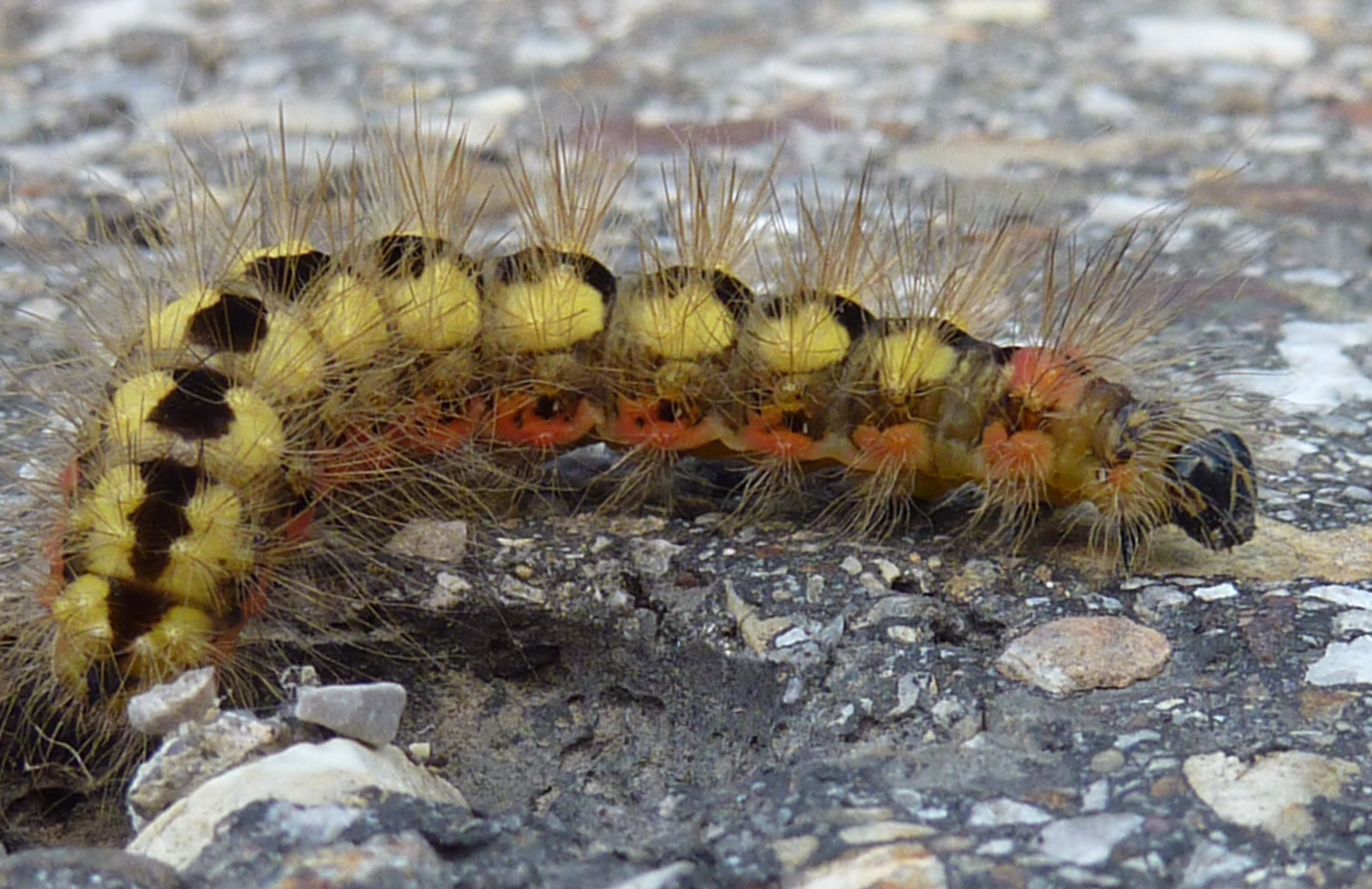
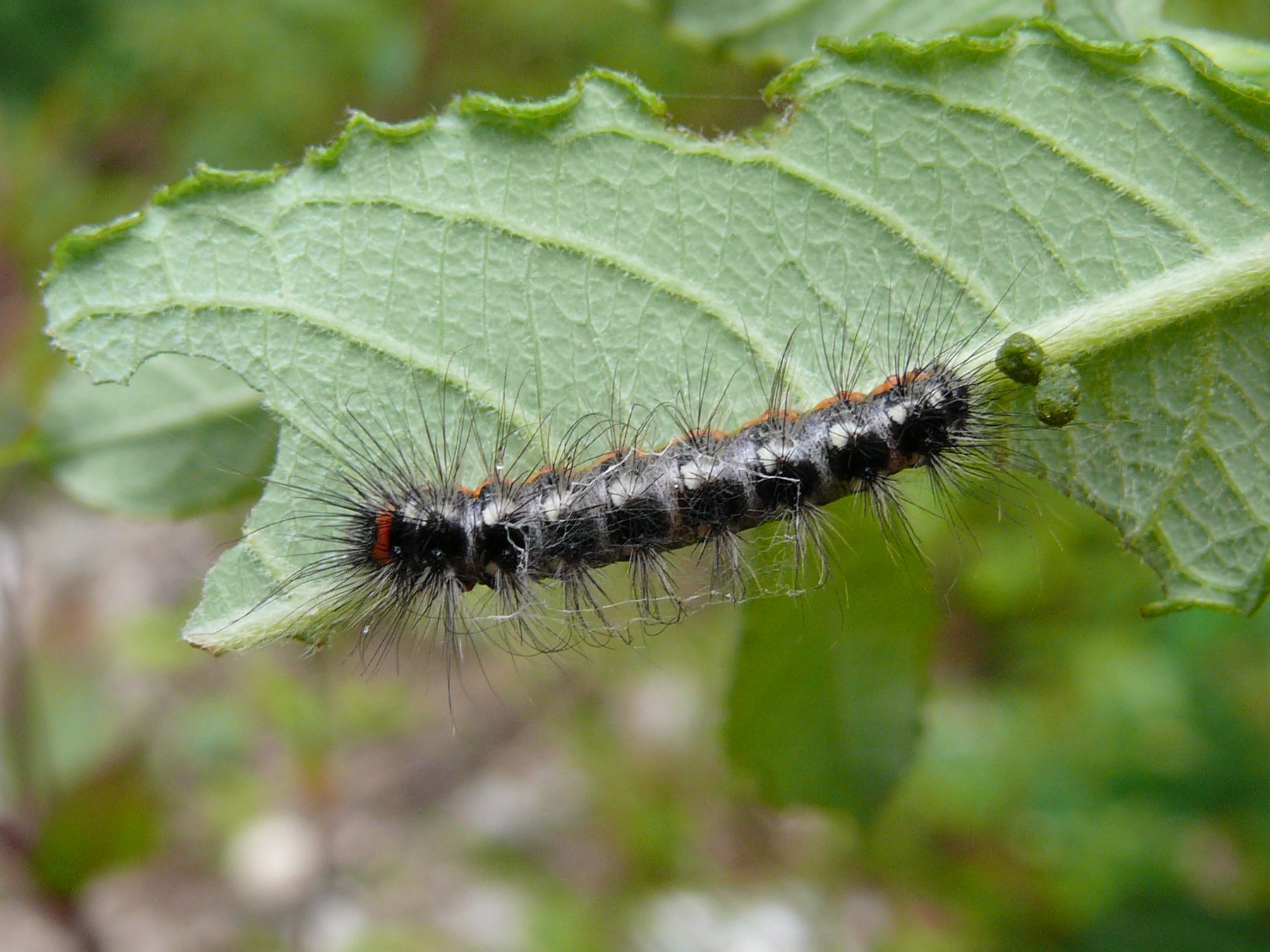
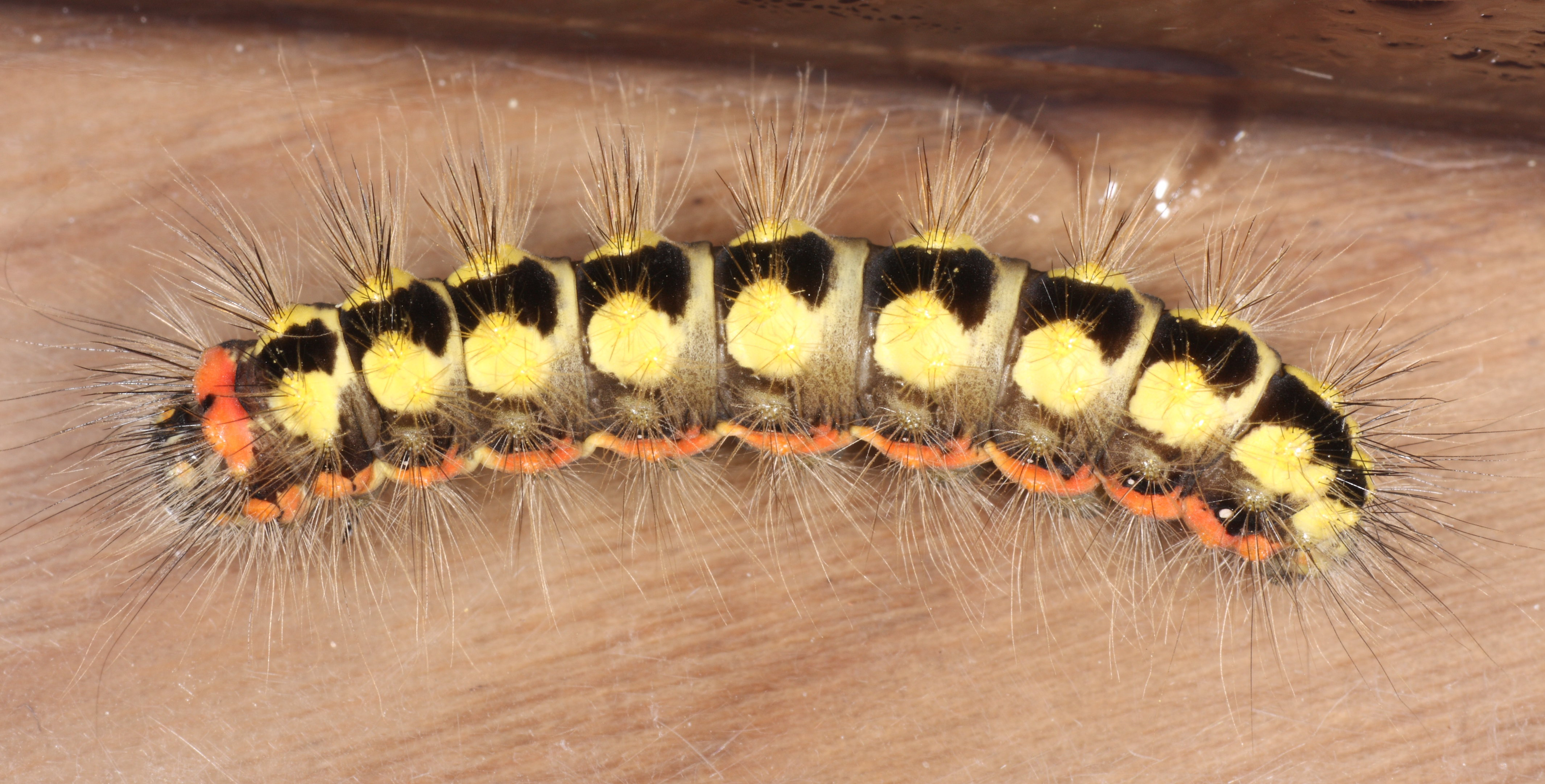